# 김우동
김우동(1897년 2월 23일~1966년 11월 29일)은 대한민국의 정치인이다. 제3·4대 국회의원을 지냈다.

## 역대 선거 결과
|  | 38.48% |

|  | 41.00% |